# Chadi Hammami
Chadi Hammami (sinh ngày 14 tháng 6 năm 1986) là một cầu thủ bóng đá người Tunisia thi đấu cho Dibba Al-Hisn.

## Sự nghiệp câu lạc bộ
Sinh ra ở Sfax, Hammami thi đấu cho CS Sfaxien và Al-Kuwait. On 15 tháng 5 năm 2016, anh ký một bản hợp đồng với Dubai Club thi đấu một mùa giải. Ngày 27 tháng 9, anh ký một bản hợp đồng với Dibba Al-Hisn thi đấu thêm một mùa giải

## Sự nghiệp quốc tế
Hammami ra mắt quốc tế cho Tunisia năm 2007, và đại diện tham dự Cúp bóng đá châu Phi năm 2010 và 2013. Anh cũng từng ra sân tại Vòng loại Giải vô địch bóng đá thế giới.